# Lagardelle-sur-Lèze
Lagardelle-sur-Lèze is een gemeente in het Franse departement Haute-Garonne (regio Occitanie). De plaats maakt deel uit van het arrondissement Muret. Lagardelle-sur-Lèze telde op 1 januari 2022 3.304 inwoners.

## Geografie
De oppervlakte van Lagardelle-sur-Lèze bedroeg op 1 januari 2022 13,78 vierkante kilometer; de bevolkingsdichtheid was toen 239,8 inwoners per km².

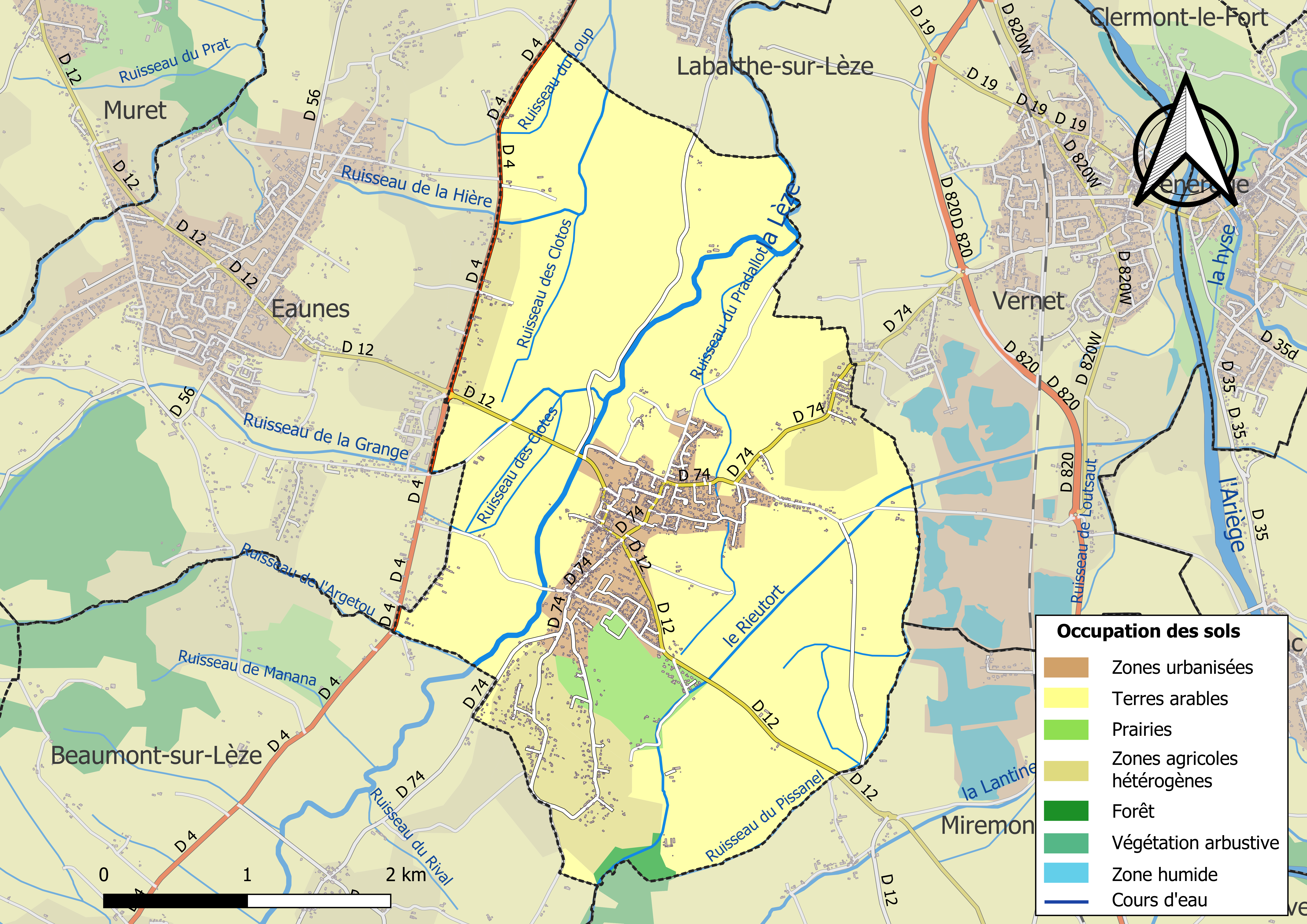
Kaart van de gemeente met belangrijkste infrastructuur, bodemgebruik en omliggende gemeenten

## Demografie
Onderstaande figuur toont het verloop van het inwonertal (bron: INSEE-tellingen).